# سلام مربع
سلام مربع مسرحية كوميدية من بطولة محمد هنيدي عرضت في الفترة ما بين 1 و5 نوفمبر 2021 على مسرح بكر الشدي في بوليفارد رياض سيتي ضمن فعاليات موسم الرياض 2021.

## الممثلون
- محمد هنيدي
- أيتن عامر
- محمد ثروت
- ميرنا نور الدين
- محمد محمود
- إيمان السيد
- حسن عبد الفتاح
- محمد دسوقي
- زكريا عبد الرحيم

## قصة المسرحية
تتناول قصة المغني «سيّد» ومحاولاته في الوصول للشهرة وكسب الأموال والزواج ممن يحبها، وذلك في إطار واقعي واجتماعي مع عدد من المواقف الكوميدية.

## وصلات خارجية
- سلام مربع في قاعدة بيانات الأفلام العربية